# Эргемлидзе, Михаил
Михаи́л Эргемли́дзе (груз. მიხეილ ერგემლიძე; род. 28 сентября 1999, Тбилиси, Грузия) — грузинский футболист, нападающий клуба «Академия Пандева».

## Карьера

### «Динамо Тбилиси»
Воспитанник тбилисского «Динамо». Летом 2017 года стал игроком основной команды. В Эровнули Лиге дебютировал в марте 2017 года в матче с «Дилой», заменив Георгия Папунашвили на 85-й минуте. Летом 2018 года сыграл в квалификации Лиги Европы УЕФА в двух матчах против клуба «Дунайска Стреда». В Кубке Грузии сыграл в матче третьего круга против «Локомотива» (Тбилиси), отметившись сразу двумя голевыми передачами. В том розыгрыше дошёл до полуфинала, где «Динамо» уступила «Гагре» и вылетела из турнира.

### «Чихура»
В 2019 году отправлялся в аренду в клуб «Чихура». Сыграл за клуб в квалификации Лиги Европы УЕФА. «Чихура» прошла «Фола Эш», но не смогла одолеть «Абердин».

### «Гагра»
Отправлялся в аренду в тбилисскую «Гагру» в 2020 году. В августе 2020 года в матче первого круга Кубка Грузии с «Колхети» отличился тремя забитыми мячами. Далее дошёл с клубом до финала, обыграв там «Самгурали» со счётом 5:3 по пенальти, таким образом став обладателем Кубка Грузии.

### «Сабах»
В августе 2021 года подписал контракт с азербайджанским «Сабахом». В Премьер-лиге Азербайджана дебютировал в матче с «Сабаилом». В Кубке Азербайджана сыграл в феврале 2022 года в матче с «Нефтчи».

## Карьера в сборной
Играл за сборную Грузии до 20 лет.